# Fine (bài hát của Taeyeon)
"Fine" là bài hát được thu âm bởi ca sĩ Hàn Quốc Taeyeon cho album phòng thu đầu tiên của cô ấy My Voice (2017). Được phát hành vào ngày 28 tháng 2 năm 2017 như album single bởi SM Entertainment. Lời bài hát được viết bởi Jin Ri, tuy nhiên music được sáng tác bởi Michael Woods, Kevin White, Andrew Bazzi, Shaylen Carroll và MZMC. Về mặt âm nhạc, "Fine" là bài hát alternative pop làm nổi bật giọng hát của Taeyeon.
Single nhận được đánh giá tích cực từ các nhà phê bình âm nhạc, người ca ngợi giọng hát của Taeyeon trong bàu hát và so sánh phong cách âm nhạc của bài hát với ca sĩ người Mỹ Taylor Swift. Bài hát ra mắt ở vị trí thứ nhất trên Gaon Digital Chart và vẫn giữ vị trí thứ nhất trong tuần kế tiếp. Ngoài ra, bài hát cũng ở vị trí thứ bảy trên Billboard World Digital Songs. Để quảng bá cho "Fine" và My Voice, Taeyeon đã trình diễn trên ba chương trình âm nhạc: Music Bank, Show! Music Core và Inkigayo. MV cho bài hát cũng được phát hành; nó mô tả Taeyeon hồi tưởng lại về một mối quan hệ trong quá khứ.

## Bối cảnh
Từ khi ra mắt với tư cách ca sĩ solo vào tháng 10 năm 2016 với thành công của EP I và Why cũng như các digital single đứng đầu các bảng xếp hạng "Rain" và "11:11", ca sĩ Hàn Quốc Kim Tae-yeon (được biết đến với cái tên Taeyeon) đã trở nên nổi tiếng và trở thành người nổi tiếng nhất đất nước Hàn Quốc trong năm 2016.
Vào ngày 14 tháng 2 năm 2017, SM Entertainment thông báo rằng full album phòng thu đầu tiên của cô sẽ được phát hành trong cuối tháng 2. Tựa đề của album là My Voice, tuy nhiên tựa đề bài hát và single chính được thông báo là "Fine", bài hát được phát hành cùng lúc với album.

## Quảng bá
MV cho bài hát được phát hành cùng lúc với My Voice vào ngày 28 tháng 2 năm 2017. Tamar Herman của Billboard  mô tả hình ảnh như "nghệ thuật".
Taeyeon trình diễn bài hát lần đầu tiên trên Music Bank của KBS vào ngày 3 tháng 3 năm 2017. Sau đó, cô trình diễn bài hát trên Show! Music Core của MBC và Inkigayo của SBS trong hai ngày tiếp theo.

## Sự đón nhận
Hyun Min-young từ IZM khen ngợi giọng hát của Taeyeon trong bài hát và so sánh phong cách âm nhạc của bài hát với ca sĩ người Mỹ Taylor Swift. Jeff Benjamin từ Billboard cho rằng nó là "a 2.0 sonic version" của single "I" của Taeyeon ra mắt vào năm 2015 tuy nhiên ca ngợi giọng hát của cô đã được "nâng cao".
"Fine" ra mắt với vị trí thứ nhất trên Gaon Digital Chart cho tuần cuối ngày 4 tháng 3 năm 2017. Trong tuần đầu tiên phát hành, single đã bán được 251,751 bản và đã đạt được 5,057,692 lượt nghe thông qua các trang nhạc trực tuyến Hàn Quốc. Bài hát vẫn nằm vị trí thứ nhất trong tuần tiếp theo, với 115,847 lượt tải và 5,533,647 lượt nghe trong tuần 5-11 tháng 3 năm 2017. "Fine" là bài hát có hiệu suất tốt nhất trong tháng 3 trên Gaon Digital Chart, thu được 437,057 lượt tải và 22,063,715 lượt nghe thông qua các trang nhạc trực tuyến Hàn Quốc.
Bài hát ra mắt ở vị trí thứ bảy trên Billboard World Digital Songs.

## Bảng xếp hạng

### Bảng xếp hạng tuần
| Bảng xếp hạng(2017)             | Vị trí cao nhất |
| ------------------------------- | --------------- |
| Hàn Quốc (Gaon)                 | 1               |
| Bài hát Số US World (Billboard) | 7               |

## Doanh thu
| Khu vực  | Doanh thu |
| -------- | --------- |
| Hàn Quốc | 367.598   |

## Giải thưởng chương trình âm nhạc
"Fine" giành được hai giải thưởng, mỗi giải trên một chương trình âm nhạc của Hàn Quốc – M Countdown và Music Bank.
| Bài hát | Chương trình       | Ngày                     |
| ------- | ------------------ | ------------------------ |
| "Fine"  | M Countdown (Mnet) | Ngày 9 tháng 3 năm 2017  |
| "Fine"  | Music Bank (KBS)   | Ngày 10 tháng 3 năm 2017 |